# Associació per a la Defensa de la Natura
L'Associació per a la Defensa de la Natura (ADN) és una organització no governamental que té com a objectius la protecció i l'estudi de la natura a Andorra.

## Fundació
L'Associació per a la Defensa de la Natura es va fundar el 1986 amb l'objectiu amb tres línies principals d'actuació: conservació, recerca, i divulgació.

## Accions
L'Associació per a la Defensa de la Natura porta a terme accions directes de conservació de la natura, promovent una ordenació del territori a les Valls d'Andorra que racionalitzi la presència humana, la creació d'espais naturals protegits, i la salvaguarda d'espècies animals o vegetals en perill, reivindicant solucions efectives per als problemes de contaminació i residus i col·laborant amb altres institucions per crear, adaptar i fer aplicar les lleis de protecció del medi ambient.
L'ADN contribueix a la recerca sobre el medi ambient i la seva protecció promovent i desenvolupant treballs científics, propostes i accions conservacionistes, i estudia els elements naturals menys coneguts d'Andorra, analitzant la seva situació i proposant mesures per a la seva protecció.
L'associació organitza conferències, col·loquis i debats, i realitzant sortides educatives guiades a la muntanya i a espais naturals protegits, a més de promoure accions d'educació mediambiental en coordinació amb altres institucions.

## Col·laboracions
És el representant de BirdLife International a Andorra. i manté contactes i intercanvis amb altres organitzacions internacionals amb objectius similars. Participa i organitza simposis i congressos d'àmbit internacional.

## Publicacions
L'ADN edita i difon publicacions divulgatives sobre el patrimoni natural andorrà i la necessitat de preservar-lo, la revista periòdica Aigüerola, i l'Atles dels Ocells Nidificants d'Andorra